# Paulistânia (kommun)
Paulistânia är en kommun i Brasilien.   Den ligger i delstaten São Paulo, i den södra delen av landet, 800 km söder om huvudstaden Brasília. Antalet invånare är 1 778.
Följande samhällen finns i Paulistânia:
- Paulistânia

Omgivningarna runt Paulistânia är huvudsakligen savann. Runt Paulistânia är det mycket glesbefolkat, med 2 invånare per kvadratkilometer.